# Signe Lundberg-Settergren
Signe Lundberg-Settergren (15 de febrero de 1882 - 24 de junio de 1967) fue una actriz de nacionalidad sueca.

## Biografía
Su verdadero nombre era Signe Maria Elisabet Lundberg, y nació en Víborg, actualmente parte de Rusia. Era hija del actor y director teatral Alfred Lundberg y hermana de la también actriz Hedvig Lindby.
Debutó como actriz teatral en el año 1900, y rodó su primera película en 1932, la producción de Gunnar Skoglund Landskamp. En total, actuó en unas cuarenta producciones cinematográficas. 
Signe Lundberg-Settergren falleció en Estocolmo, Suecia, en el año 1967. 

## Filmografía (selección)
- 1932 : Värmlänningarna
- 1932 : Landskamp
- 1933 : Kärlek och dynamit
- 1934 : Synnöve Solbakken
- 1934 : Anderssonskans Kalle
- 1935 : Äktenskapsleken
- 1938 : En kvinnas ansikte
- 1938 : Karriär
- 1939 : Kadettkamrater
- 1939 : Vi två
- 1939 : Oss baroner emellan
- 1940 : Vi tre
- 1941 : Tänk, om jag gifter mig med prästen
- 1941 : Tåget går klockan 9
- 1942 : Vårat gäng
- 1942 : Gula kliniken
- 1942 : Rid i natt!
- 1942 : Kan doktorn komma?
- 1945 : Maria på Kvarngården
- 1945 : Svarta rosor
- 1946 : Onsdagsväninnan
- 1948 : Jag är med eder...
- 1949 : Hur tokigt som helst
- 1951 : Fröken Julie
- 1956 : Ratataa
- 1957 : Möten i skymningen

## Teatro
- 1917 : Mästertjuven, de Tristan Bernard y Alfred Athis, dirección de Einar Fröberg, Djurgårdsteatern[1]
- 1919 : En flickpension, de Alexandre Bisson, Folkan[2]
- 1919 : Mannen utan minne, de B. Decker y Robert Pohl, dirección de Otto Malmberg, Folkan[3]
- 1927 : Skräddar Wibbel, de Hans Müller-Schlösser, dirección de Sigurd Wallén, Folkan[4][5]
- 1927 : Revyprimadonnan, de Svasse Bergqvist, dirección de Sigurd Wallén, Folkan[6]
- 1930 : Årgång 30, de Jens Locher, dirección de Tollie Zellman, Teatern vid Sveavägen[7][8]
- 1938 : Kärlek och cirkus, de Gideon Wahlberg, dirección de Gideon Wahlberg, Tantolundens friluftsteater[9]
- 1941 : Trötte Teodor, de Max Neal y Max Ferner, dirección de Olof Molander, Vasateatern[10]
- 1944 : Mans kvinna, de Vilhelm Moberg, dirección de Per Lindberg y Gösta Folke, Vasateatern[11]
- 1952 : Madame, de Walentin Chorell, dirección de Brita von Horn, Dramatikerstudion[12]